# Antínoo Braschi

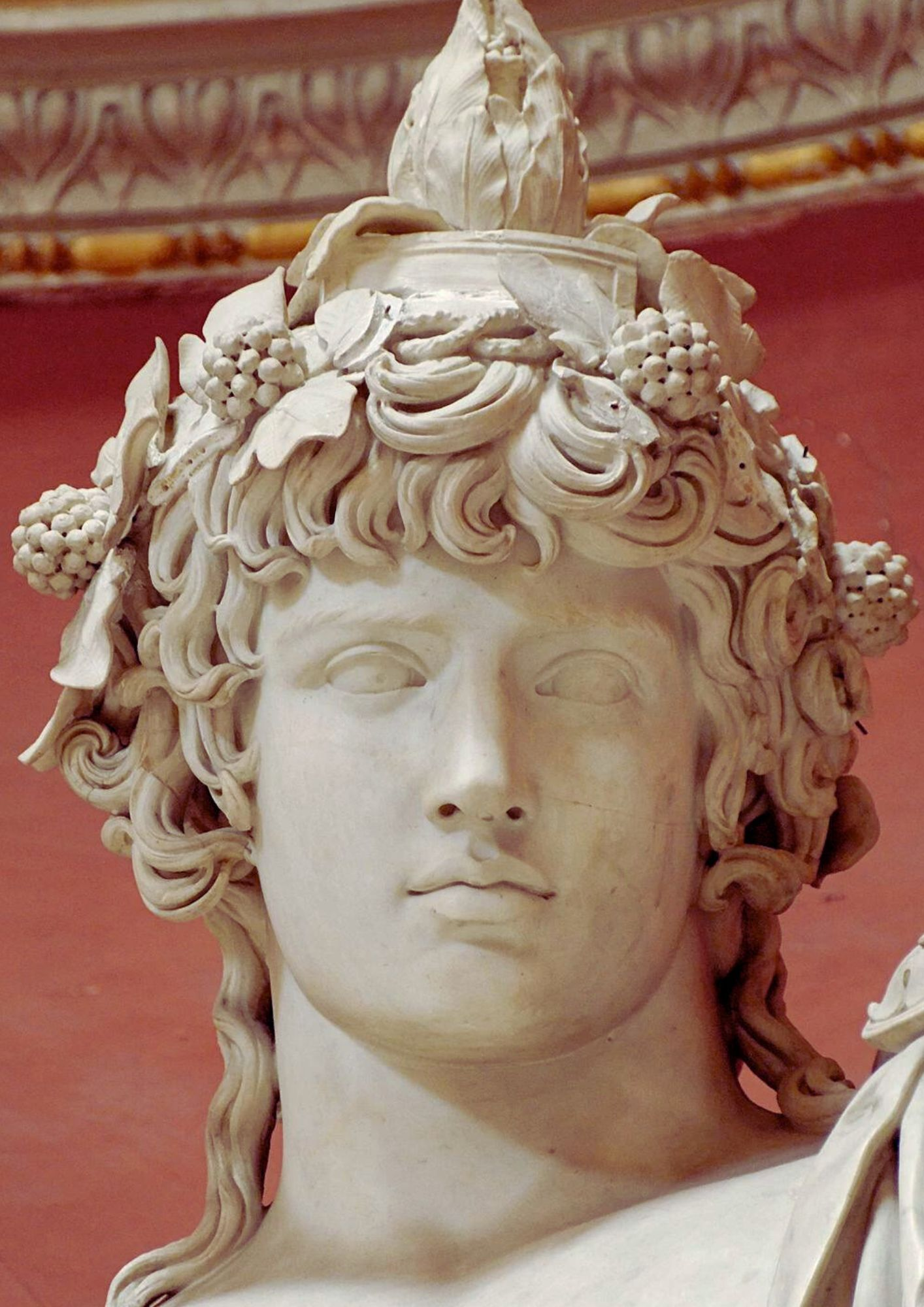
Gezicht van het standbeeld.

De Antinoüs Braschi is een marmeren beeld dat de minnaar van Hadrianus (117-138 n.Chr.), Antinous, voorstelt. Hij wordt afgebeeld met grote schoonheid en pracht, zo mooi dat hij zelfs vergeleken kan worden met een god van de Olympus.

## Geschiedenis
Het beeld is gedateerd na de dood van Antiinoo, die in 130 na Christus verdronk in de rivier de Nijl en later met alle eer werd vergoddelijkt door keizer Hadrianus.
Het beeld werd herontdekt tijdens opgravingen in 1793-1793, die werden uitgevoerd in de vermeende villa van Hadrianus in de stad Palestrina, waar veel werken van grote waarde werden gevonden.
Giovanni Pierantoni was exclusief belast met de restauratie van het beeld, dat later op verzoek van de machtige familie Braschi werd tentoongesteld in het Palazzo Braschi. Het marmeren beeld bleef daar tot 1844, toen het werd overgebracht naar het Lateraans Museum en uiteindelijk werd aangekocht door de Vaticaanse Musea, waar het nu is ondergebracht.

## Beschrijving
Het beeld is verwant aan Dionysos of Osiris, dit komt door de elementen die hij draagt. Op zijn hoofd draagt hij een diadeem met vruchten, vroeger droeg hij een uraeus (cobra) of lotusbloem, maar door moderne restauraties zijn deze elementen vervangen door een dennenappel. 